# Nectanebostelen
Nectanebostelen eller Nektanebos I:s dekret är en stele uppförd av den egyptiska faraon Nektanebos I (r. 378–362 f.Kr). Nectanebostelen hittades under utgrävningen av den i Abukirbukten sjunkna staden Heraklion som hittades år 2000. Nectanebostelen är 1,90 m hög och har mycket stora likheter med Naukratisstelen som är utställd på Egyptiska museet i Kairo.
Nectanebostelen beskriver en tullskatten på 10% för varor från Medelhavet, men den har också löst mysteriet med relationen mellan städerna Thonis och Heraklion. Nectanebostelen bevisar att 'Heraklion' var grekiska, och 'Thonis' var egyptiska för namnet på samma stad.
| ”                                          | Hans majestät [farao Nektanebos I] förordnar: En tiondel av guldet, silvret, virket, bearbetat trä och alla varor som kommer från Medelhavet […] ska bli gudomliga offer till min mamma Neith, | „ |
| – Del av inskriptionen på Nectanebostelen. | |   |